# Nikita Stalnov
Nikita Stalnov (Nikita Umerbekov jusqu'en 2015), né le 14 septembre 1991 à Astana, est un coureur cycliste kazakh, membre de l'équipe Astana au cours de sa carrière professionnelle.

## Biographie
Nikita Stalnov commence le cyclisme à l'âge de quatorze ans.
En 2012, il intègre l'équipe Astana Continental, réserve de l'équipe professionnelle Astana.
En 2016, il retrouve cette équipe, désormais nommée Astana City. Durant cette saison, il est notamment troisième du Tour de Turquie et du Tour d'Azerbaïdjan, ainsi que du championnat du Kazakhstan du contre-la-montre et du Tour d'Ukraine.
En 2017, il devient coureur professionnel au sein de l'équipe Astana. En fin de contrat en fin d'année 2021, celui-ci n'est pas prolongé et Stalnov décide d'arrêter sa carrière professionnelle.

## Palmarès
- 2010
  - 2eb étape du Vuelta a la Independencia Nacional
  - 2e de la Flèche ardennaise
- 2011
  - Priirtyshe Stage Race
- 2012
  - 2e étape de la Tropicale Amissa Bongo
  - 3e de la Race Horizon Park
- 2016
  - North Cyprus Cycling Tour :
    - Classement général
    - 1re étape

  - 3e du Tour de Turquie
  - 3e du Tour d'Azerbaïdjan
  - 3e du Tour d'Ukraine
  - 3e du championnat du Kazakhstan du contre-la-montre
- 2017
  - 2e du championnat du Kazakhstan du contre-la-montre
- 2019
  - 2e du championnat du Kazakhstan du contre-la-montre

### Résultats sur les grands tours

#### Tour d'Espagne
2 participations
- 2017 : 145e
- 2018 : 104e

## Classements mondiaux
| Année                                 | 2010 | 2011 | 2012 | 2013 | 2014 | 2015 | 2016 | 2017  | 2018 | 2019  | 2020 | 2021  |
| ------------------------------------- | ---- | ---- | ---- | ---- | ---- | ---- | ---- | ----- | ---- | ----- | ---- | ----- |
| UCI World Tour                        |      |      |      |      |      |      | nc   | 387e  | 248e |       |      |       |
| Classement mondial                    |      |      |      |      |      |      | 260e | 1364e | 643e | 2951e | 684e | 2950e |
| UCI Europe Tour                       | 441e | nc   | 413e | nc   | nc   | 649e | 127e | nc    | nc   |       |      |       |
| UCI Asia Tour                         | 205e | nc   | nc   | nc   | nc   | 176e | 263e | 262e  | 116e | 316e  | 26e  | 259e  |
| UCI America Tour                      | 200e | nc   | nc   | nc   | nc   | nc   | nc   | nc    | nc   |       |      |       |
| UCI Africa Tour                       | nc   | nc   | 33e  | nc   | nc   | nc   | nc   | nc    | nc   |       |      |       |
|                                       |      |      |      |      |      |      |      |       |      |       |      |       |
| Légende : nc = non classéSource : UCI |      |      |      |      |      |      |      |       |      |       |      |       |